# Rattus sakeratensis
Rattus sakeratensis є видом пацюків з Таїланду та Лаосу. Відокремлено від R. losea

## Середовище проживання
Типова місцевість: Східний Сіам [= Таїланд].